# Kanton Saint-Nazaire-Ouest
Der Kanton Saint-Nazaire-Ouest war von 1973 bis 2015 ein französischer Wahlkreis im Arrondissement Saint-Nazaire, im Département Loire-Atlantique und in der Region Pays de la Loire.
Der Kanton umfasste den Westen der Stadt Saint-Nazaire.